# مملكة مليحة
مملكة مليحة تعد كنزًا أثريًا كبيرًا، يروي قصصاً عن حياة الإنسان منذ آلاف السنين، وتحوي سجلاً متصلاً منذ العصر الحجري القديم، ثم الحديث فالبرونزي والحديدي وما قبل الإسلام، ومن النادر أن يتوافر هذا التسلسل الزمني في منطقة بعينها، وتقع عاصمتها في دولة الإمارات العربية المتحدة بإمارة الشارقة (منطقة مليحة)، وتسرد في كتابها الحجري سيرة حضارة راسخة، تعود إلى أوائل القرن الثالث قبل الميلاد، وقد أثبتت اللقى الأثرية أن تلك المنطقة كانت مملكة لها نظامها السياسي والإداري والمالي، ومعتقداتها وثقافتها وحياتها الاجتماعية، وتشير الآثار فيها إلى طقوس متعددة كان يمارسها الإنسان في تلك الأزمنة.
ولكن حتى الآن لا يعرف كيف وجدت مليحة في القرن الثالث قبل الميلاد، ومن أين جاء السكان؟ وكيف ازدهرت التجارة فيها؟ وكيف انتهت بعد ذلك؟، فهناك قبور للبشر ولم يجد فيها عظام بشرية، لا يعرف ما الذي حصل لهم بعد أن تم تدمير المملكة، فهناك آثار تدمير وحرق وتشويه لبعض الأسماء المكتوبة على شواهد القبور. أما قبور الجمال فهي قد تكون دليلاً على معتقد ديني وهو الاعتقاد بالحياة بعد الموت».

## اتصالات خارجية

### تاريخ التنقيبات في «المليحة»
- في عام 1973 قامت بعثة عراقية عملت في الإمارات بالتنقيب في موسم دام ثلاثة أشهر، وكشفت هذه التنقيبات عن بعض أقسام منشأتين مهمتين، الأولى منها مبنى ضخم ومتعدد الغرف، واقع في قطاع المنطقة الرابعة، له فناء داخلي فسيح وأرضيات مجصصة وســمي بالقصر، وتشهد آثار النار في جدران الآجر الطيني على تدميره، أما المنـــشأة الثانية فبناء مربع تقريباً شُيد بالآجر الطــيني واعتبر ضريحاً.
- وفي عام 1985 أجرت البعثة الفرنسية مسحاً شاملاً بوساطة الأجهزة الكهرومغناطيسية لعدد من الروابي التي عثر فيها على بعض الأبنية، وتنوعت في تلك الفترة الملتقطات السطحية حيث شملت كسراً فخارية ومعادن وزجاجاً وقطع الآجر، واستمرت التنقيبات الفرنسية حتى التسعينات من القرن الماضي، وأسفرت عن وجود مدينة متكاملة تعود بفترتها إلى القرن الثالث قبل الميلاد وحتى القرن الرابع الميلادي، حيث شملت هذه التنقيبات مجموعة من المدافن والمباني السكنية، وورش عمل، وحصناً وعدداً من الآبار.
- كما قام كذلك فريق الآثار التابع لإدارة الآثار التابعة لدائرة الثقافة والإعلام، بالتنقيب في موقع المليحة ابتداء من الموسم 1993/1994 وحتى الوقت الحاضر، وشملت التنقيبات مبنى سكنياً ضخماً، وكذلك مجموعة من المقابر الآدمية والحيوانية.

أوضح يوسف رئيس البعثة المحلية أن «أهمية المنطقة الثقافية تبرز في اتصالاتها الخارجية، من خلال المكتشفات الأثرية، منها على سبيل المثال اكتشاف مبخرة مزخرفة بشكل أنثوي، وحليات هندسية مصبوغة باللون الأحمر في زخارف شريطية، يمكن أن تكون أصولها من الساحل الباكستاني الإيراني لمكران، فضلاً عن اكتشاف جرة (أمفورا) مصرية ذات طينة حمراء اللون تعود في فترتها إلى القرن الأول الميلادي، وهي معروضة حالياً في متحف الشارقة للآثار، وأوعية مزججة تعود بفترتها ما بين القرن الثاني قبل الميلاد والقرن الرابع الميلادي، وهي مستوردة من بلاد الرافدين (العراق أو سورية)، إضافة إلى كسر فخارية من اليونان (الفخار الأتيكي) وجرار فخارية وكسر فخارية ذات طينة حمراء مصبوغة وعليها نقوش ورسومات مستوردة من الهند أو باكستان، تعود بفترتها ما بين القرن الأول الميلادي وحتى القرن الرابع الميلادي».
وتابع أن «هذا التنوع في بضائع المليحة أعطى الموقع أهمية في الاتصالات الخارجية التي لابد أن جزءاً من هذه المواد قد استورد عن طريق البحر، والمنافذ الوحيدة التي يمكن ذكرها هو ميناء الدور على ساحل الخليج العربي وميناء دبا على ساحل الخليج العربي، وعثرت فرقة التنقيب العراقية على اثنين من مقابض جرار (الأمفورا) الإغريقية من رودس، تحمل إحداهما اسم الصانع GEjÉS!ؤfù"Iasonos (جيسن Jason)، ويمكن إعادة تاريخها إلى أوائل القرن الثاني قبل الميلاد، أما القطعة الثانية فحملت اسم الصانع وشهر الصنع (بانومو انتيغونو)، وكذلك طبعة ختم وردة رودس، ومن المقابض التي عثر عليها فريق الآثار التابع لإدارة الآثار في الشارقة، مقبض جرة (أمفورا) عليها رأس هيليوس (ربة الشمس)».

## خطوط المسند
إن الباحث في تاريخ وآثار الإمارات يجد أن هناك ثراء في المواد الأثرية المكتشفة، التي تميزت بها المنطقة، وأثبتت مدى قدم الإنسان على أرضها، وعلاقاته الخارجية التي أرست قواعد ثقافة واضحة في كل فترة من الفترات الحضارية، ولعل أهم هذه المكتشفات التي تدل على ثقافة المنطقة، الكتابة، خصوصاً التي اكتشفت في شبه جزيرة عمان بشكل عام وعلى أرض الإمارات بشكل خاص، فالمواقع التي تعبر عن هذه المكتشفات قليلة غير أنها تعزز الكثير من المفاهيم والمعتقدات التي سادت في تلك المواقع.

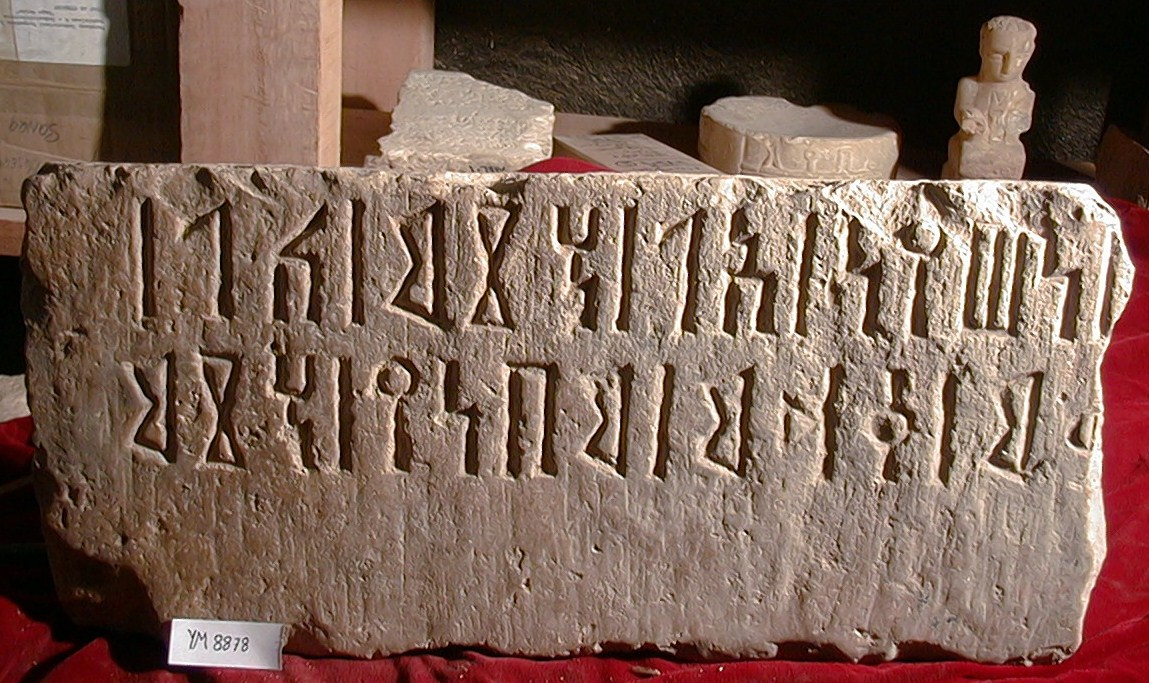
خط المسند

ولعل أبرز مواقع النقوش الكتابية المكتشفة موقع «مويلح» بحسب يوسف، فقد عثرت البعثة الأسترالية في موقع مويلح في إمارة الشارقة على كسرة فخارية تحمل ثلاثة أحرف عربية بخط المسند، ويؤرخ على أنه أقدم نقش تم العثور عليه إلى الآن في جنوب شرق الجزيرة العربية، وتكمن أهمية النقش الحقيقية في كونه قد كتب على الإناء قبل حرقه، وأن هذا الإناء محلي الصنع، وهذا يشير إلى أن قسماً من السكان المحليين كانوا قد فهموا ذلك الخط والنقش وتمكنوا من قراءته.
أما موقع دبا الحصن فتم اكتشاف كسرة لجرة ذات طينة برتقالية اللون، وهي من أنواع الجرار التي تعرف بجرار «الأمفورا» الإغريقية، إذ وجد حرف واحد على الكسرة وهو حرف (اللام)، فيما وجد في موقع الدور الذي يقع في إمارة أم القيوين، أشهر نقش مكتشف في الموقع الذي يعود بفترته إلى القرن الأول الميلادي هو نقش من ثمانية أسطر باللغة الآرامية على حوض حجري اكتشف بجانب المعبد في المنطقة، وفي وسط النقش تماماً اسم إله الشمس (شمش)، وكانت اللغة الآرامية تستعمل في شرق الجزيرة العربية ابتداءً من القرنين الثالث والثاني قبل الميلاد، وكان الإله (شمش) هو المعبود الرئيس في مدينة الحضر العربية في العراق، إلا أن خط المسند في منطقة المليحة تم اكتشافه على بدن جرة مكسورة، وقد حفر على البدن، ويقرأ «جنهه» (ج ن هـ هـ).
وقد اكد الباحثين ان «خط المسند له مجموعة من الخصائص التي تميزه، إذ يبلغ عدد حروف المسند 29 حرفاً، ويكتب هذا الخط منفصلاً غير متصل، أي أن حروفه لا تلتقي، كما أنه يكتب من اليمين لليسار والعكس، وشكل الحرف واحد في كل مواضعه من الكلمة، إذ يوضع خط عمودي للفصل بين الكلمات وعند التشديد يكتب الحرف مرتين، كما أنه خالٍ من التنقيط والحركات وعلامات الترقيم، وقد اختلف المختصون في تسمية الخط بالمسند، وذلك لاستناد الحروف للفواصل بين الحروف، أو لاستناد الحروف إلى بعضها بعضاً، أو أن كلمة (سند) تعني (كتب)، وبذلك نجد أن الخط المسند هو الخط المكتوب».

### الوثائق الكتابية
تعد منطقة المليحة من أهم المواقع الأثرية في جنوب شرق شبه الجزيرة العربية، إذ تم العثور على مجموعة من النقوش الكتابية من الخط المسند، التي تعد أهم الكتابات، وكذلك على مجموعة من الكتابات الآرامية، على الرغم من قلة هذه الكتابات، إلا أنها تعد نصوصاً مهمة في تاريخ المنطقة، التي ذكرت أسماء لأشخاص آلهة ومناطق.
ومن أهم نقوش المسند، بحسب يوسف، نقش لشاهد قبر يعد من أهم النقوش المكتشفة في الإمارات، وذلك لما يحتويه من كتابة لخط المسند، حيث ذكر على شاهد القبر اسم صاحب القبر (عبيده بن أوس)، كذلك العثور على جرة فخارية وكسرة فخارية تحمل نقشاً كتب بالخط المسند الجنوبي، ويمكن قراءة أربعة أحرف على النحو التالي (و/ا/د/ب)، وتعني هذه الكلمة (أب ود) فهو بمثابة الأب للإنسان، ودائماً ما ينعت (ود) بـ(الأب)، وعرف الإله (ود) عند العرب قبل الإسلام على أنه من الآلهة القديمة التي عبدها قوم نوح وجاء ذكره في القرآن الكريم، إضافة إلى النقوش الثمودية، فقد ورد الاسم نفسه باسم علم، ودخل ضمن أسماء الأعلام المركبة «عبد ود».
وعثـر الفريق المحلي لإدارة الآثار، التابع لدائرة الثقافة والإعلام في الشارقة، على كسرة لجـرة فخارية عليها نقش بالخط المسند الجنـوبي، وفي طرف الكسرة توجد نصف دائرة، ويحتمل أن تكـون حـرف (الواو) أو (العين)، أما الحرف الآخر في الوسط، فهو حرف (الدال)، أما الحرف الأخير الواضح فهو في طرف الكسرة الفخارية، وهو حرف (الألف) وتمت كتابة الأحرف مباشرة بعد صناعة الجرة، وذلك واضح من خلال نوع الحفر على الفخار، ويمكن تفسير هذه القراءة بأنها تعود لكلمة (ود أب) وهو التفسير الأقرب للأحرف المحفورة على الكسرة الفخارية، ولعل العثور على اسم (ود أب) منقوشاً على جرة وكسرة فخارية لجرة يعطينا أن هذا الاسم قد استخدم كتعويذة أو للتبرك، مستبعدين دخول الاسم كعلم مركب.
أما كسرة وعاء برونزي فقد صورت عملية صيد أسد على هذه القطعة البرونزية، وذكر عليها اسم رجل، وفي الجزء العلوي من الكسرة قريباً من الحافة تمت إضافة ستة أحرف من الخط المسند، وهي على النحو التالي (م/ر/أ/ش/م/س) وتقرأ (مرأ شمس) وهذا الاسم مركب ويعني (امرؤ الشمس)، وهو اسم علم يمكن أن يكون صاحب الضريح الذي وجدت فيه، فيما عثر على قطعة حجرية مكسورة في منطقة المليحة بالجهة الغربية من الموقع بين الكثبان الرملية الصغيرة، وتمكن ملاحظة مجموعة من أحرف المسند محفورة عليها، صفت على ثلاثة صفوف، لكن نهايات الكلمات مكسورة وتقرأ على السطر الأول (ش/م/س) أما السطر الثاني (ض/ب) والثالث (ن/م)، ويشاهد من خلال النص ذكر (شمس) وقد يكون من الآلهة التي عبدت في المليحة، وأما بقية الكلمات فيمكن أن تُؤَوّل بأكثر من معنى، وذلك لعدم اكتمال النقش.

## كلمة عمان
اكتشف أقدم أثر تاريخي يرد فيه اسم عمان ، الذي اكتشف في عام 2015 من قبل فريق بلجيكي، إذ يظهر ذلك على شاهدة قبر كبير مكتوب باللغة الآرامية واللغة العربية الجنوبية، ويذكر النقش هوية وسلالة الشخص المتوفى، وهو عمد بن جر بن علي كاهن ملك مملكة عُمان، والتاريخ الذي تم فيه بناء القبر وهو العام 90 أو 96، حسب التاريخ السلوقي، أي ما يساوي العام 222/221 قبل الميلاد، ما يثبت أن ملك عُمان كان موجوداً في أواخر القرن الثالث قبل الميلاد.

## النفوذ
مملكة مليحة الفريدة من نوعها، تمتعت بنفوذ قوي في الجزيرة العربية، ولها علاقات وروابط ثقافية وتجارية ممتدة إلى الحضارات، التي كانت موجودة آن ذاك في الهند والصين والعراق واليمن والروم وإيطاليا وقلقيلية ومصر وغيرها، وذلك بعد تحليل الجرار واللقى الأثرية والعملات، التي وجدت في الموقع، إلى جانب العملات التي كانت تسك في مليحة نفسها، وهذا دليل على القوة المالية والنفوذ.